# Rue d'Angleterre (Lille)
Pour les articles homonymes, voir Rue d'Angleterre.
La rue d'Angleterre est une voie de Lille.

## Situation et accès
Située dans le Vieux-Lille, la rue relie la place du Concert à la rue Royale. Les rues Pharaon de Winter, Jean-Moulin, Coquerez et des Trois-Mollettes y aboutissent.
La voie de moyenne importance à sens unique de circulation est résidentielle dans sa partie entre la place du Concert et la rue Jean-Moulin, plus commerçante au-delà.

## Origine du nom
Son nom est peut-être une déformation de rue de l'Anglée car se prolongeant par un chemin reliant Lille au fief de l'Anglée  sur le territoire d'Esquermes. L'autre hypothèse est celle d'une visite au XIIe siècle de Thomas Becket, archevêque de Canterbury et primat d'Angleterre dont La ville de Lille voulut perpétuer le souvenir par une plaque sur la maison des sires de Tourcoing dans laquelle il habita et en baptisant rue d'Angleterre l'ancienne rue des Marthes.
On peut voir aujourd'hui encore la plaque au-dessous d'une petite niche vidée de sa statue à la Révolution, sur la façade du no 8 de la rue.
La traduction du texte latin est: « Courage, honneur et gloire soient rendus à saint Thomas de Canterbury qui, autrefois, habita cette maison ».
Celle-ci devint par la suite un lieu de pèlerinage où se trouvait un puits qui guérissait de nombreux maux.

## Historique
La partie de la rue de la rue d'Angleterre entre  la rue de la Monnaie et la rue des Trois-Mollettes faisait partie du quartier Saint-Pierre à l'intérieur de la première enceinte de Lille du XIe siècle.
Après l'agrandissement de la ville du  XIIIe siècle englobant le faubourg de Weppes ou paroisse Sainte-Catherine, l'emplacement de la rue était en bordure du mur d'enceinte entourant ce quartier. Cette partie de la rue est entièrement intégrée à la ville lors de l'agrandissement de 1670 qui étend Lille jusqu'à la Citadelle en entrainant la démolition de l'ancienne fortification.
Le collège Saint-Pierre qui était dans la continuation des écoles de la collégiale, premiers établissements d'enseignement secondaire de Lille, était établi dans l'ancien hôtel de Tournai, reconstruit de 1748 à 1751 à l'emplacement de l'actuel no 22  actuel.

## Bâtiments remarquables et lieux de mémoire
- La niche murale avec inscription commémorative placée dans la façade du no 8 est inscrite monument historique par arrêté du 13 mars 1944[3].

- Les façades et toitures sur rue des immeubles sis au 53 a 57 sont inscrits monument historique par arrêté du 13 mars 1944 [4].
- La société des architectes du Nord, fondée en 1868,  dont Philippe Cannissié était le premier président, a fixé son siège au no 67[5].
- La chapelle des franciscaines au  no 26